# Ryan Edgar
Ryan Edgar (Newham, 10 agosto 1986) è un ex calciatore dominicense, di ruolo centrocampista.

## Biografia
Edgar è cugino del calciatore professionista Jermain Defoe; anche suo fratello Anthony è un calciatore.

## Carriera

### Club
Dopo aver giocato nelle giovanili del MK Dons ha giocato in vari club delle serie minori inglesi (tra la quinta e l'ottava divisione), ritirandosi nel 2013.

### Nazionale
Esordisce in nazionale il 6 febbraio 2008, nella partita di qualificazione ai Mondiali pareggiata per 1-1 in casa contro Barbados; gioca da titolare anche la partita di ritorno, persa per 1-0 in trasferta il successivo 26 marzo, nella quale viene sostituito nel corso del secondo tempo.